# Croix de carrefour de Fouchères
La croix de carrefour de Fouchères est une croix située à Fouchères, en France.

## Description

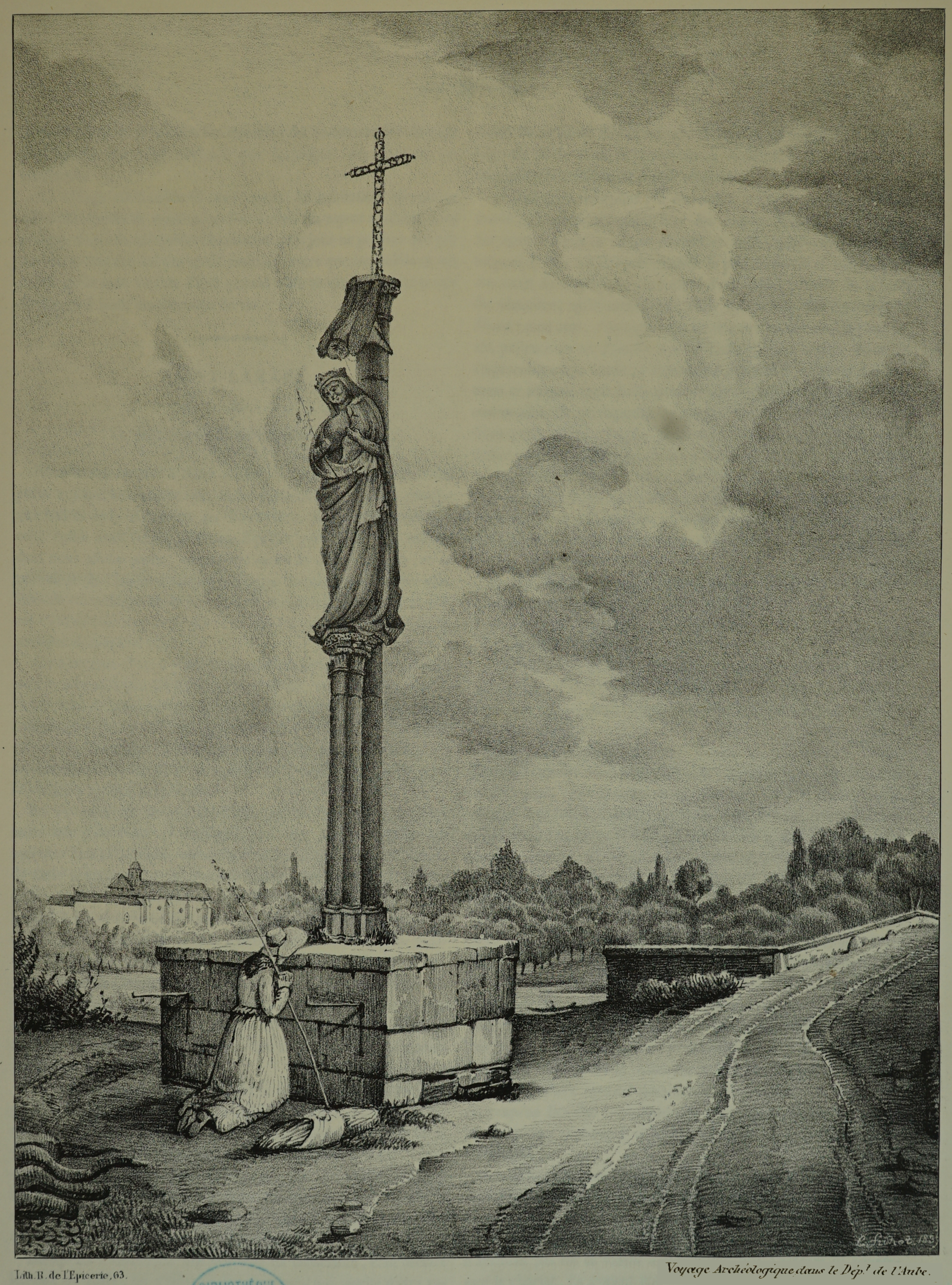
La croix au XIXe par Charles Fichot.

## Localisation
La croix est située sur la commune de Fouchères, dans le département français de l'Aube.

## Historique
L'édifice est classé au titre des monuments historiques en 1897.